# Двенадцатое правительство Израиля
Двенадцатое правительство Израиля (ивр. ממשלת ישראל השתים עשרה‎) было сформировано Леви Эшколем 22 декабря 1964 года. Правительство было коалиционным, в коалицию вошли те же партии, что и в предыдущий кабинет — МАПАЙ, МАФДАЛ, Ахдут ха-Авода, Поалей Агудат Исраэль, Сотрудничество и братство и Прогресс и развитие.
Акива Говрин, который был министром без портфеля в предыдущем правительстве, стал первым министром туризма Израиля.
Йосеф Алмоги и Шимон Перес вышли из состава кабинета в мае 1965 в знак протеста против слияния партий МАПАЙ и Ахдут ха-Авода и в июле того же года вступили в новую партию Бен-Гуриона — РАФИ.
Правительство находилось у власти до 12 января 1966 года, после чего по итогам парламентских выборов 1965 года было сформировано тринадцатое правительство.

## Состав правительства
| Должность                                   | Имя, фамилия                             | Партийная принадлежность   |
| ------------------------------------------- | ---------------------------------------- | -------------------------- |
| Премьер-министр Министр обороны             | Леви Эшколь                              | МАПАЙ                      |
| Заместитель премьер-министра                | Абба Эвен                                | МАПАЙ                      |
| Министр сельского хозяйства                 | Хаим Гвати                               | Не был депутатом Кнессета1 |
| Министр развития                            | Йосеф Альмоги (до 25 мая 1965)           | МАПАЙ                      |
| Министр развития                            | Хаим Йосеф Цадок (с 31 мая 1965)         | МАПАЙ                      |
| Министр образования и культуры              | Залман Аран                              | МАПАЙ                      |
| Министр финансов                            | Пинхас Сапир                             | МАПАЙ                      |
| Министр иностранных дел                     | Голда Меир                               | МАПАЙ                      |
| Министр здравоохранения                     | Хаим Моше Шапира                         | МАФДАЛ                     |
| Министр строительства                       | Йосеф Альмоги (до 23 мая 1965)           | МАПАЙ                      |
| Министр строительства                       | Леви Эшколь (с 31 мая 1965)              | МАПАЙ                      |
| Министр внутренних дел                      | Хаим Моше Шапира                         | МАФДАЛ                     |
| Министр юстиции                             | Дов Йосеф                                | Не был депутатом Кнессета2 |
| Министр труда                               | Игаль Алон                               | МАПАЙ                      |
| Министр внутренней безопасности             | Бехор-Шалом Шитрит                       | МАПАЙ                      |
| Министр связи                               | Элияху Сассон                            | Не был депутатом Кнессета3 |
| Министр по делам религий                    | Зерах Вархафтиг                          | МАФДАЛ                     |
| Министр туризма                             | Акива Говрин                             | МАПАЙ                      |
| Министр торговли и промышленности           | Пинхас Сапир (до 25 мая 1965)            | МАПАЙ                      |
| Министр торговли и промышленности           | Хаим Йосеф Цадок (с 25 мая 1965)         | МАПАЙ                      |
| Министр транспорта                          | Исраэль Бар-Йехуда (до 4 мая 1965)4      | Ахдут ха-Авода             |
| Министр транспорта                          | Моше Кармель (с 30 мая 1965)             | Ахдут ха-Авода             |
| Министр социального обеспечения             | Йосеф Бург                               | МАФДАЛ                     |
| Заместитель министра обороны                | Шимон Перес (до 25 мая 1965)             | МАПАЙ                      |
| Заместитель министра образования и культуры | Аарон Ядлин (с 1 декабря 1963)           | МАПАЙ                      |
| Заместитель министра образования и культуры | Калман Кахана                            | Поалей Агудат Исраэль      |
| Заместитель министра здравоохранения        | Ицхак Рафаэль (до 22 марта 1965)         | МАФДАЛ                     |
| Заместитель министра здравоохранения        | Шломо-Исраэль Бен-Меир (с 24 марта 1965) | МАФДАЛ                     |
| Заместитель министра внутренних дел         | Шломо-Исраэль Бен-Меир                   | МАФДАЛ                     |

1 Хотя Гвати в тот момент не был депутатом Кнессета, впоследствии он был избран в Кнессет от блока Маарах.
2 Йосеф в то время не был депутатом Кнессета, но входил в парию МАПАЙ.
3 Сассон в это время не был депутатом Кнессета, но на парламентских выборах 1965 года, был избран в Кнессет от блока Маарах.
4 Умер, находясь в должности.